# Tines de Can Padre
Les tines de Can Padre són unes tines del municipi del Pont de Vilomara i Rocafort (Bages) protegides com a bé cultural d'interès local. La construcció és pròxima a la riera de Santa Creu.

## Descripció
S'hi troben dues tines, independents entre elles, dues barraques i una edificació. Observant el conjunt de cara a les portes d'entrada a les tines, descrivim les construccions d'esquerra a dreta.
La tina número 1 s'ubica dins l'edificació de la Casa vella del Padre. Aquesta té el dipòsit circular tot i que el conjunt de l'edificació exterior és de planta rectangular. La part inferior de la tina és feta amb pedra i morter de calç i amb l'interior recobert de rajoles de ceràmica envernissada lleugerament corbades. La part superior dels murs corresponen als de l'edificació.
La tina número 2 es troba a uns 20 metres de la primera construcció. La seva planta és de forma circular. La part inferior de la tina és feta amb pedra i morter de calç i amb l'interior recobert de rajoles de ceràmica envernissada lleugerament corbades. La part superior dels murs és feta amb pedra, força treballada i sense material d'unió, on es localitzen l'entrada a la tina i una finestra. La coberta ha desaparegut quasi per complet. Tot i això, la presència de dos troncs travats sobre els murs fan pensar que diferents troncs col·locats paral·lels sobre aquests murs feien funció de bigues, sobre les quals es col·locaven lloses de pedra planes per tancar així la tina. Per tal d'evacuar l'aigua segurament la coberta era a una o dues aigües. La porta d'accés és de forma rectangular i comença a un metre sobre el nivell de terra, n'ha desaparegut la llinda i en queden restes de frontisses. L'interior és ple de runa i hi creix vegetació.
La primera tina es troba dins d'una edificació de planta rectangular i en estat de conservació ruïnós. A planta baixa hi trobem el dipòsit de la tina i una cambra amb volta de pedra de mig punt, on hi ha el broc de la tina. A la primera planta hi devia haver una zona d'habitatge, que està totalment enrunada. Tot el conjunt és construït amb pedra amorterada. Existien tres entrades: una porta per accedir al dipòsit de la tina, una per la cambra i una altra per les dependències de la primera planta.
La tina número 2 presenta dues barraques. La de la part posterior és de planta rectangular i feta de pedra ben escairada i amorterada. La coberta ha desaparegut. La porta està mig derruïda. A l'interior hi ha el broc de la tina i tres amagatalls.
L'altra barraca es troba adossada a la primera, a la banda est. És de planta semicircular feta de pedra i coberta de falsa cúpula. Té una finestra i la porta presenta dues llindes. Dins la barraca hi ha tres amagatalls i una obertura que comunica ambdues barraques.